# كالوم إينز
كالوم إينز (بالإنجليزية: Callum Innes)‏ هو رسام بريطاني، ولد في 5 مارس 1962 في إدنبرة في المملكة المتحدة.

## وصلات خارجية
- الموقع الرسمي